# Sinfonía n.º 91 (Haydn)

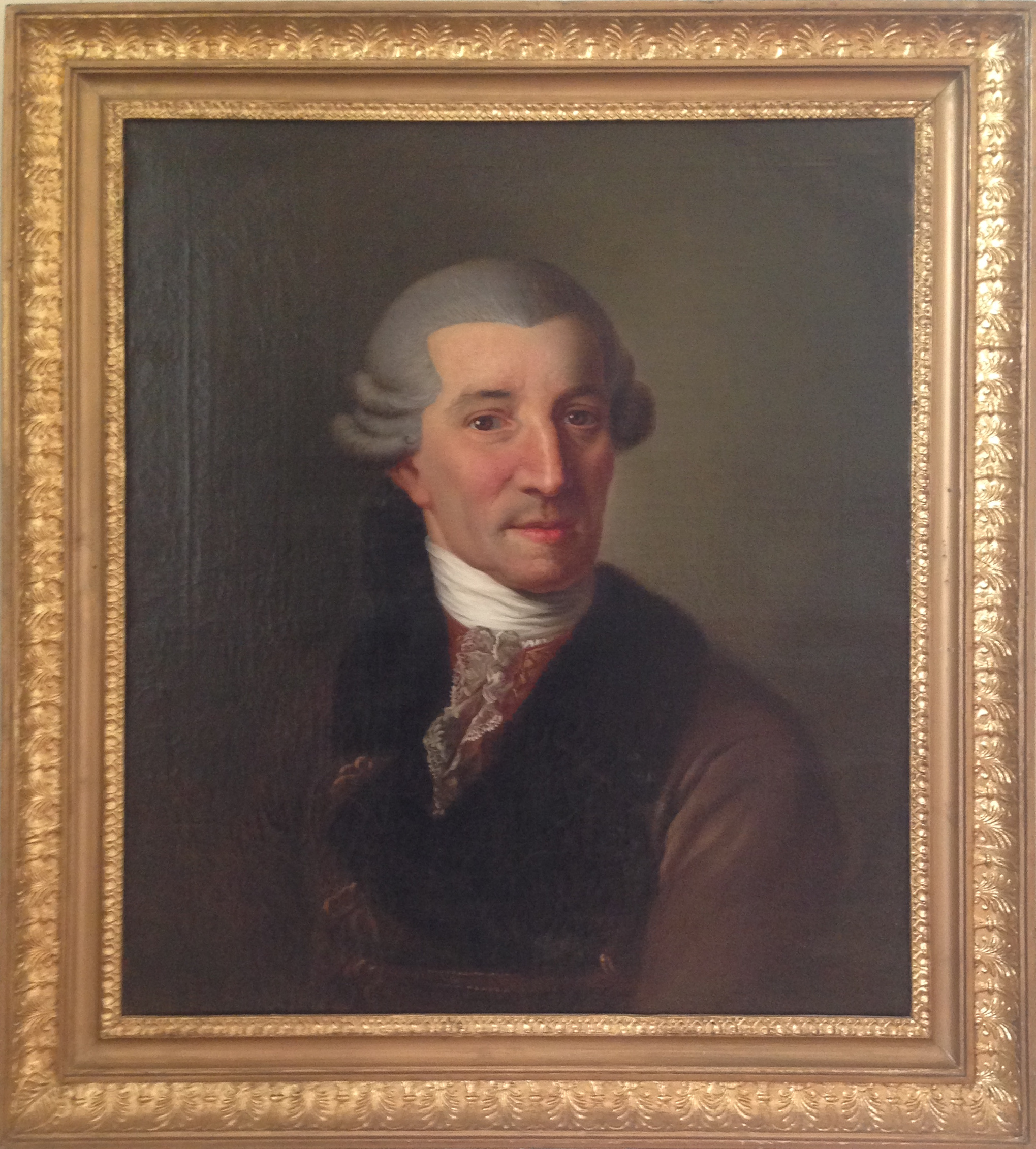
Haydn en 1785.

La Sinfonía n.º 91 en mi bemol mayor, Hob. I:91, también conocida como Letra T, fue compuesta por Joseph Haydn en 1788.

## Historia
La producción sinfónica del maestro austríaco puede dividirse a grandes rasgos en tres bloques temporales: el primer bloque (1757-1761) se corresponde con su periodo al servicio del conde Carl von Morzin (n.º 1 - n.º 5); el segundo bloque en la corte Esterházy (1761-1790 pero con la última sinfonía para el público de Esterházy en 1781); y el tercer bloque (1782-1795) comprende las Sinfonías de París (n.º 82 - n.º 87) y las Sinfonías de Londres (n.º 93 - n.º 104). El 1 de mayo de 1761 el compositor firmó su contrato como vice-kapellmeister (más tarde kapellmeister) de la familia Esterházy, que nominalmente duró 48 años, hasta su muerte.
La composición de esta pieza se desarrolló en 1787. Se conserva la partitura manuscrita autógrafa que contiene una dedicatoria para el Conde d'Ogny, pero Haydn dio también una copia de la obra al príncipe Krafft Ernst von Oettingen-Wallerstein, como si se tratase del original. A finales de la década de 1780, tras muchos años de relativa oscuridad en la corte del príncipe Nicolás Esterházy, Haydn se convertiría en toda una celebridad en Europa. Las seis Sinfonías de París, compuestas por encargo del Concert de la Loge Olympique de París en 1785 y 1786, habían sido grandes éxitos y Haydn pronto se embarcaría en el primero de los viajes a Londres que sellarían su fama. Claude-François-Marie Rigoley, el conde de Ogny, había ayudado a Haydn a participar en los conciertos de la Loge Olympique, y le encargó otras tres sinfonías. Las Sinfonías n.º 90, 91 y 92 de Haydn forman un trío de obras interconectadas creadas para el Concert de la Loge Olympique de París en los años inmediatamente anteriores al viaje a Inglaterra del compositor. En estas últimas sinfonías, y sin duda en las venideras Sinfonías de Londres, el gran maestro hace gala de un dominio absoluto e inconfundible tanto de la orquesta como del género sinfónico.
El sobrenombre Letra T hace alusión a un antiguo método de catalogación de la producción sinfónica de Haydn.

## Instrumentación
La partitura está escrita para una orquesta formada por:
- Viento madera: 1 flauta, 2 oboes y 2 fagotes.
- Viento metal: 2 trompas.
- Cuerda: una sección de cuerdas con 2 violines, viola, violonchelo y contrabajo.

Se trata de la últina sinfonía de Haydn que no contiene partes para trompetas y timbales en la orquestación. En cuanto a la participación del clavecín como bajo continuo en las sinfonías de Haydn existen diversas opiniones entre los estudiosos: James Webster se sitúa en contra; Hartmut Haenchen a favor; Jamie James en su artículo para The New York Times presenta diferentes posiciones por parte de Roy Goodman, Christopher Hogwood, H. C. Robbins Landon y James Webster. A partir de 2019 la mayor parte de las orquestas con instrumentos modernos no utiliza el clavecín como continuo. No obstante, existen grabaciones con clavecín en el bajo continuo realizadas por: Trevor Pinnock (Sturm und Drang Symphonies, Archiv, 1989-1990); Nikolaus Harnoncourt (n.º 6–8, Das Alte Werk, 1990); Sigiswald Kuijken (incluidas las Sinfonías de París y Londres; Virgin, 1988-1995); Roy Goodman (Ej. n.º 1-25, 70-78, 82-87; Hyperion, 2002).

## Estructura y análisis
La sinfonía consta de cuatro movimientos:
- I. Largo – Allegro assai, en mi bemol mayor 3
4
- II. Andante, en si bemol mayor 2
4
- III. Menuet – Trio, en mi bemol mayor 3
4
- IV. Finale. Vivace, en mi bemol mayor 2
2

La interpretación de esta obra dura aproximadamente entre 25 y 30 minutos. Es un verdadero tour de force de la escritura sinfónica en su apogeo clásico, una obra llena de calidez y buen humor.

### I.Largo – Allegro assai
El primer movimiento, Largo – Allegro assai, está escrito en la tonalidad de mi bemol mayor, en compás de 3/4 y sigue la forma sonata. Según Johnston, Haydn se luce un poco más de lo habitual en el impresionante movimiento de apertura. Se inicia con una introducción lenta, marcada Largo, que da paso al cuerpo principal del movimiento, marcado Allegro assai. El primer tema es cromático, legato y está construido en doble contrapunto invertido. Deriva de una idea que Haydn usó en su cantata Arianna a Naxos, Hob. XXVIa:2, escrita ese mismo año. La complejidad contrapuntística del tema principal aumenta a medida que se desarrolla la exposición, añadiendo más hilos a la textura, primero en las cuerdas, luego en los vientos. El segundo tema es un aire de danza. Ambos temas están estrechamente vinculados con el Largo inicial. En la sección de desarrollo el contrapunto continúa acumulándose, preparando al oyente para la hábil combinación simultánea de todas estas líneas en la conclusión. Se trata de una hazaña similar, y quizás hasta cierto punto inspiradora, del asombroso despliegue contrapuntístico del Finale de la Sinfonía n.º 41 Júpiter de Mozart, escrita en 1788.

### II.Andante
El segundo movimiento, Andante, está en si bemol mayor, en compás de 2/4 y adopta la forma de tema con tres variaciones. El movimiento lento destaca por el pasaje de fagot y las filigranas del acompañamiento de la cuerda en la primera variación y la serie de trinos que aparecen hacia el cierre. Este movimiento, por lo demás típico, da un giro hacia lo inesperado en su desenlace, donde un sorprendente estallido cargado de trinos por toda la orquesta da la impresión de que una máquina bien engrasada se avería, dejando a los músicos sin saber qué hacer después.

### III.Menuet– Trio
El tercer movimiento, Menuet – Trio, está en mi bemol mayor y en compás de 3/4. El minueto y el trío son elegantes, bailables y refinados. El trío es, de hecho, un vals, que era una danza que se estaba desarrollando en la última parte del siglo XVIII. En el trío el fagot es acompañado por el punteo de la cuerda. 

### IV.Finale.Vivace
El cuarto y último movimiento, Finale. Vivace, retoma la tonalidad inicial y el compás es alla breve. El Finale tiene un comienzo calmado y se va construyendo gradualmente hasta el cierre. Fue concebido como una sonata-allegro, es prácticamente monotemático; aunque en realidad hay una pizca de segundo tema, nunca adquiere verdadera importancia. La sinfonía termina como empezó, bañada por la luz del sol y el buen humor.